# Dillon, Read & Co.
La Dillon, Read & Co. est une banque d'investissement américaine.

## Historique
L'origine de la Dillon, Read & Co. remonte à 1832 avec la création de la firme de courtage Carpenter & Vermilye. Cette entreprise a été remplacée par la Read & Company dont le principal chef était William A. Read. Elle devient la Dillon, Read & Co. à la suite de l'arrivée de Clarence Dillon (en), qui a dirigé l'introduction en Bourse. À la fin des années 1920, Dillon, Read & Co était considéré comme une des principales banques d'investissement, aux côtés de JPMorgan Chase et de Kuhn, Loeb & Co.
Dillon, Read & Co a été acquis par la Société de banque suisse (SBS) en 1997 et a fusionné avec la banque londonienne d'investissement S. G. Warburg & Co. (en) (acquise par la SBC en 1995) pour devenir la Warburg Dillon Read (en). L'entité issue de la fusion a ensuite fait partie d'UBS.

## Sources
- (en) Cet article est partiellement ou en totalité issu de l’article de Wikipédia en anglais intitulé « Dillon, Read & Co. » (voir la liste des auteurs).
- Robert Sobel, The Life and Times of Dillon Read. New York: Truman Talley Books/Dutton, 1991
- Charles R. Geisst, The Last Partnerships: Inside the Great Wall Street Money Dynasties. New York: McGraw-Hill, 2001
- The WetFeet.com Insider Guide: Warburg Dillon Read. San Francisco, CA: WetFeet.com, 2001